# Hoplitimyia taurina
Hoplitimyia taurina är en tvåvingeart som beskrevs av James 1979. Hoplitimyia taurina ingår i släktet Hoplitimyia och familjen vapenflugor.
Artens utbredningsområde är Panama. Inga underarter finns listade i Catalogue of Life.